# Правительство де Вильпена
Правительство де Вильпена — тридцать первое правительство Франции периода Пятой республики под председательством Доминика де Вильпена. Четвёртое и последнее правительство за период второго мандата президента Жака Ширака.

## Состав
- Премьер-министр: Доминик де Вильпен
  - Министр-делегат по связям с парламентом: Анри Кю[фр.]
  - Министр-делегат по продвижению равенства возможностей: Азуз Бегаг[фр.]
- Государственный министр, министр внутренних дел и развития территорий: Франсуа Баруэн (с 26 марта 2007), Николя Саркози (до 26 марта 2007)
  - Министр-делегат местных общин: Брис Ортефё
  - Министр-делегат развития территорий: Кристиан Эстрози
- Министр обороны: Мишель Аллио-Мари
  - Министр-делегат по делам ветеранов: Амалуи Мекашера[фр.]
- Министр иностранных дел: Филипп Дуст-Блази
  - Министр-делегат по европейским делам: Катрин Колонна
  - Министр-делегат по делам сотрудничества, развития и франкофонии: Брижитт Жирарден[фр.]
- Министр занятости, социального сплочения и жилищного хозяйства: Жан-Луи Борлоо
  - Министр-делегат труда и профессионального вовлечения молодёжи: Жерар Ларше
  - Министр-делегат социального единения и равенства: Катрин Вотрен
- Министр экономики, финансов и промышленности: Тьерри Бретон
  - Министр-делегат бюджета и государственной реформы, официальный представитель правительства: Жан-Франсуа Копе
  - Министр-делегат промышленности: Франсуа Лоос[фр.]
  - Министр-делегат внешней торговли: Кристин Лагард
- Министр национального просвещения, высшего образования и исследований: Жиль де Робьен
  - Министр-делегат высшего образования и исследований: Франсуа Гулар
- Хранитель печатей, министр юстиции: Паскаль Клеман
- Министр общественных работ, транспорта, туризма и моря: Доминик Пербен
  - Министр-делегат туризма: Леон Бертран[фр.]
- Министр здравоохранения и солидарности: Ксавье Бертран (до 26 марта 2007)
- Министр здравоохранения, солидарности, социального страхования, по делам пожилых людей, лиц с ограниченными возможностями и семьи: Филипп Ба (с 26 марта 2007)
  - Министр-делегат социального страхования, по делам пожилых людей, лиц с ограниченными возможностями и семьи: Филипп Ба (до 26 марта 2007)
- Министр сельского хозяйства и рыболовства: Доминик Бассеро
- Министр государственной службы: Кристиан Жакоб
- Министр культуры и коммуникаций: Рено Доннедьё де Вабр
- Министр экологии и устойчивого развития: Нелли Олин[фр.]
- Министр заморских территорий: Эрве Маритон[фр.] (с 26 марта 2007), Франсуа Баруэн (до 26 марта 2007)
- Министр малого и среднего предпринимательства, торговли, ремёсел и свободных профессий: Рено Дютрей[фр.]
- Министр по делам молодёжи, спорта и общественной жизни: Жан-Франсуа Ламур